# وزارة التعليم العالي والبحث العلمي (الإمارات العربية المتحدة)
كانت وزارة التعليم العالي والبحث العلمي وزارة حكومية بدولة الإمارات العربية المتحدة. تأسست الوزارة في عام 1976، وكانت تضم عددًا من الأقسام، بما في ذلك مفوضية الاعتماد الأكاديمي (CAA) التي كانت تمنح الترخيص المؤسسي والاعتماد الأكاديمي لبرامج الجامعات الخاصة في الإمارات العربية المتحدة. وكانت تحتضن المكتب الوطني للقبول والتنسيب (NAPO) الذي كان يقدم خدمات القبول والتنسيب للمؤسسات الاتحادية للتعليم العالي، بما في ذلك جامعة الإمارات العربية المتحدة وكليات التقنية العليا وجامعة زايد، بالإضافة إلى اختبار الكفاءة التعليمية المشترك (CEPA) الذي كان يقيم مهارات اللغة الإنجليزية والرياضيات للمتقدمين من خلال الوزارة إلى التعليم العالي. كما كانت الوزارة تتعامل مع خطوات عملية تصديق الشهادات، وتوفر خدمات معادلة الشهادات والمؤهلات التي يُحصل عليها خارج الإمارات، بالإضافة إلى تقديم منح دراسية حكومية للمواطنين الإماراتيين الذين يرغبون في الدراسة في الخارج.
دُمجت الوزارة مع وزارة التربية والتعليم في التعديل الوزاري الذي جرى في 19 ديسمبر 2016.
كان الشيخ حمدان بن مبارك آل نهيان آخر وزير للتعليم العالي والبحث العلمي.